# Erytrea na Mistrzostwach Świata w Lekkoatletyce 2022
Erytrea na Mistrzostwach Świata w Lekkoatletyce 2022 – reprezentacja Erytrei podczas mistrzostw świata w Eugene liczyła 9 zawodników.

## Skład reprezentacji

### Kobiety
| Zawodniczka  | Konkurencja      | Elimincje | Elimincje | Finał    | Finał   | Źródło |
| Zawodniczka  | Konkurencja      | Wynik     | Pozycja   | Wynik    | Pozycja | Źródło |
| ------------ | ---------------- | --------- | --------- | -------- | ------- | ------ |
| Rahel Daniel | bieg na 5000 m   | 15:31,03  | 24.       | NQ       | NQ      | [ 1 ]  |
| Rahel Daniel | bieg na 10 000 m | —         | —         | 30:12,15 | 5.      | [ 2 ]  |
| Dolshi Tesfu | bieg na 10 000 m | —         | —         | 31:49,29 | 18.     | [ 2 ]  |
| Nazret Weldu | maraton          | —         | —         | 2:20:29  | 4.      | [ 3 ]  |

### Mężczyźni
| Zawodnik             | Konkurencja                   | Eliminacje | Eliminacje | Finał    | Finał   | Źródło      |
| Zawodnik             | Konkurencja                   | Wynik      | Pozycja    | Wynik    | Pozycja | Źródło      |
| -------------------- | ----------------------------- | ---------- | ---------- | -------- | ------- | ----------- |
| Merhawi Mebrahtu     | bieg na 5000 m                | 13:24,89   | 17.        | NQ       | NQ      | [ 4 ]       |
| Habtom Samuel        | bieg na 10 000 m              | —          | —          | 28:01,81 | 17.     | [ 5 ]       |
| Goitom Kifle         | maraton                       | —          | —          | 2:11:10  | 22.     | [ 6 ]       |
| Oqbe Kibrom Ruesom   | maraton                       | —          | —          | 2:09:02  | 16.     | [ 6 ]       |
| Hiskel Tewelde       | maraton                       | —          | —          | 2:15:01  | 44.     | [ 6 ]       |
| Yemane Haileselassie | bieg na 3000 m z przeszkodami | 8:18,75    | 8. q       | 8:29,40  | 7.      | [ 7 ] [ 8 ] |